# Oonopoides
Oonopoides is een geslacht van spinnen uit de  familie van de Oonopidae (dwergcelspinnen).

## Soorten
- Oonopoides bolivari Dumitrescu & Georgescu, 1987
- Oonopoides cavernicola Dumitrescu & Georgescu, 1983
- Oonopoides habanensis Dumitrescu & Georgescu, 1983
- Oonopoides humboldti Dumitrescu & Georgescu, 1983
- Oonopoides maxillaris Bryant, 1940
- Oonopoides orghidani Dumitrescu & Georgescu, 1983
- Oonopoides pilosus Dumitrescu & Georgescu, 1983
- Oonopoides singularis Dumitrescu & Georgescu, 1983
- Oonopoides zullinii Brignoli, 1974